# Fort Lawn
Fort Lawn – miasto w Stanach Zjednoczonych, w stanie Karolina Południowa, w hrabstwie Chester.